# Луи, Жорж
Жорж Луи (фр. Georges Louis; 21 марта 1847[…], Эперне — 7 апреля 1917[…], Париж) — французский дипломат.

## Биография
Сын Пьера Филиппа Луи, эпернейского адвоката, и Жанны Констанс Эме Бланшен, единокровный брат писателя Пьера Луиса.
В 1893—1902 годах находился на дипломатической службе в Египте в качестве французского делегата в Комиссии по египетским долгам. Затем несколько лет работал в Париже в министерстве иностранных дел. Был директором консульств и коммерческих дел (1902—1903), директором политических дел (1904—1906) и директором политических и коммерческих дел (1907—1908). 
В 1909 — феврале 1913 года был послом в России. По поручению премьер-министра Раймона Пуанкаре вел переговоры с министром С. Д. Сазоновым о Черноморских проливах. Вместе с Пуанкаре участвовал в торжественных мероприятиях по случаю столетия Бородинского сражения.
Оставил воспоминания, частично опубликованные в СССР в 1925 году. Пьер Луис, обучением которого Жорж занимался после смерти их отца, вел с братом оживленную переписку, и в 2002 году более тысячи его писем к Жоржу за 1890—1917 годы вышли отдельным изданием.

## Награды
- Кавалер ордена Почетного легиона (11.07.1883)
- Офицер ордена Почетного легиона (29.12.1891)
- Командор ордена Почетного легиона (13.07.1904)
- Великий офицер ордена Почетного легиона (14.08.1907)
- Кавалер Большого креста ордена Почетного легиона (9.06.1913)

Иностранные:
- Орден Святого Александра Невского (30.06.1909)

## Семья
Жена (31.05.1900, Париж): Пас де Ортега Морехон (р. 25.12.1872, Ганновер), дочь Карлоса де Ортеги Морехона, генерального консула Испании в Египте, и Грасии Домингес-и-де Руэды
Дети:
- Грасия (26.06.1908—14.02.1993). Муж (1930, Париж, Собор Александра Невского): Аркадий Петрович Столыпин (1903—1990)

## Публикации
- Étude sur le vote des lois de finances en Angleterre et aux États-Unis. — P.: Cotillon, 1877
- Droit international. Des Devoirs des particuliers en temps de neutralité, commentaire de la déclaration officielle du gouvernement français du 6 mai 1877. — P.: A. Cotillon, 1877
- Les carnets de Georges Louis, directeur des affaires politiques au ministère des affaires étrangères, ambassadeur de France en Russie. — P.: F. Rieder et Cie, 1926